# تفنگ چاپ سه بعدی
تفنگ چاپ سه بعدی (به انگلیسی:3d printed gun) به گونه‌ای از تفنگ ها گفته میشود که به طور جزئی یا عمده با چاپگر سه بعدی تولید می شود. تفنک گرم پرینت سه بعدی ممکن است بر اساس نوع چاپگر سه بعدی مورد استفاده طبقه بندی شوند: پلاستیک، فلز، یا کمتر متداول بر اساس فناوری های مرتبط یا مشابه آن.

امروز انواع بسیاری از این گونه اسلحه ها طراحی می‌شود و میتوان از هرجای جهان با یک دستگاه چاپگر سه بعدی شخصی سازی و تولید شوند و مورد استفاده قرار گیرند ،اگر چه میتوان اسلحه هایی ساخت که تماما از پلاستیک ساخته شده باشند اما عمر کاربری پایینی دارند به همین دلیل در تفنگ های چاپ سه بعدی پیشرفته امروزی از قطعات فلزی مانند لوله ، فنر نیز استفاده میشود که تاثیر زیادی در عملکرد تفنگ دارد به گونه ای که بسیاری از آن ها مانند یک اسلحه خودکار استاندارد عمل میکنند.

## تاریخچه
اولین مورد تولید این تفنگ ها برمی‌گردد به طراحی سال ۲۰۱۳ یک هکر کریپتو-آنارشیسم بنام کُدی ویلسون. وی بنیانگذار موسسه منبع باز تولید اسلحه تگزاس (defdist.org) است. چاپ این تفنگ ابتکاری با چاپگر سه بعدی بازتاب فراوانی در دنیا به همراه داشت؛ آنها یک جنجال بی‌سابقه را که هنوز هم ادامه دارد، به راه انداختند.
بعد از آنکه فایل رایگان آن در اینترنت منتشر شد و بالای ۱۰۰۰۰۰ بار در سه روز نخست دانلود شد، وزارت امور خارجه آمریکا برای جلوگیری از خطرات آن مجبور برچیدن لینک دانلود شد. این تقاضا جرقه‌ای برای جنگ حقوقی بین گروه موسوم به تکنو آنارشیست‌ها و دولت شد. 